# Fred Sowerby
Fred Sowerby, född 11 december 1948, är en antiguansk och barbudansk friidrottare. Han deltog vid olympiska sommarspelen 1976.